# Guanyin, déesse marine de la Miséricorde
Guanyin, déesse marine de la Miséricorde est une statue de 108 mètres de haut, 14e plus grande statue au monde (2017). Elle se trouve à Sanya, dans la province insulaire de Hainan, à l'extrémité sud de la Chine. Guānyīn (en chinois 觀音) est la forme chinoise de la divinité bouddhiste Avalokiteśvara. Elle est le bodhisattva de la miséricorde et la protectrice des enfants.

## Description

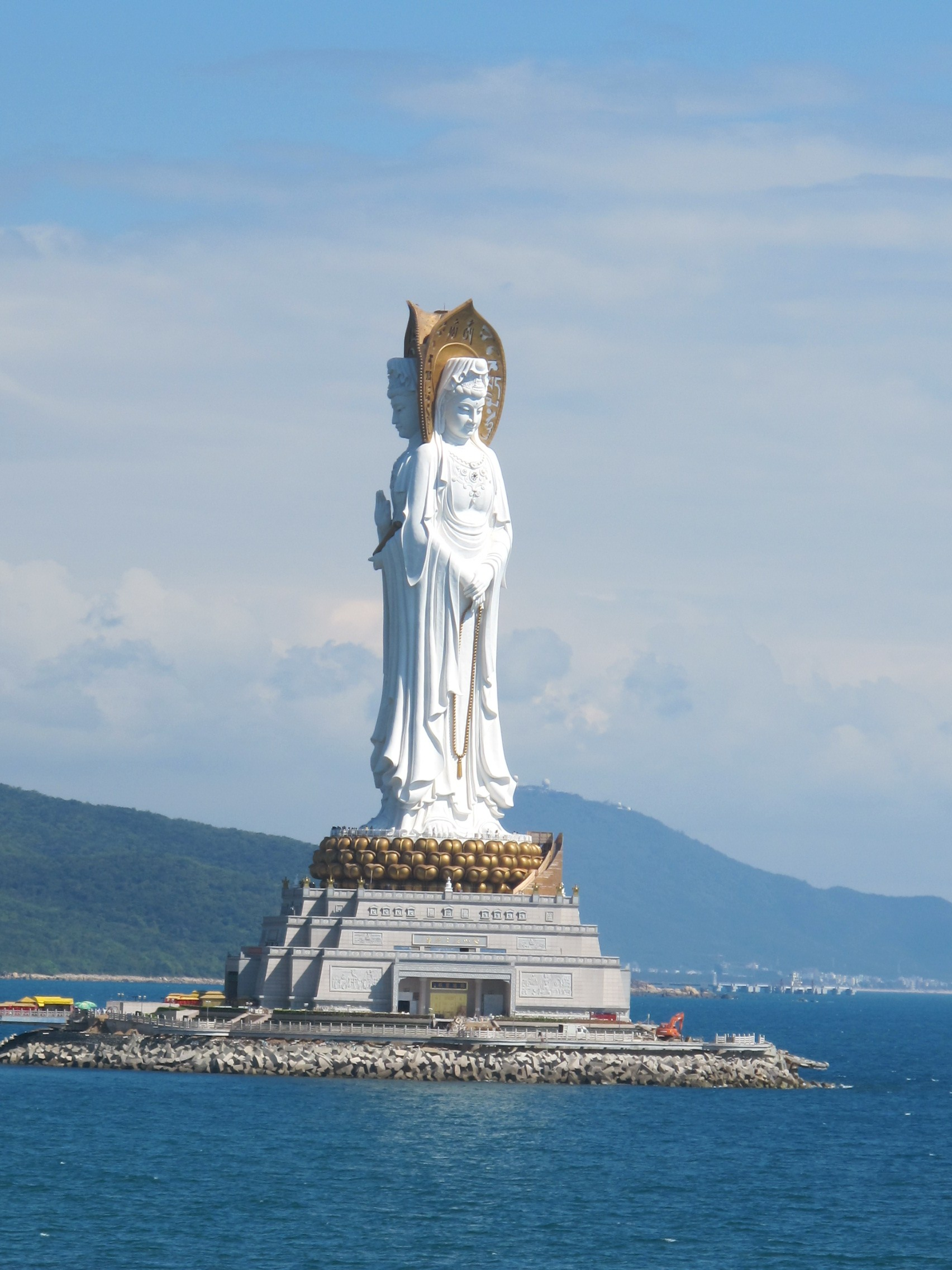
Vue de la face sud-ouest, avec le mala.

Avec ses 108 mètres, cette œuvre est  la plus haute représentation de Guanyin au monde. La statue en elle-même mesure 78 mètres (ce qui la met au 14e rang des statues, et elle repose sur un socle de 30 mètres. L'ensemble de 108 mètres ferait d'elle la sixième plus haute statue au monde (en 2020). 
Inaugurée le 24 avril 2005, après cinq ans de travail, à l'extrémité d'une jetée artificielle construite sur la mer, la statue présente trois faces : deux tournées vers la mer, la dernière vers la terre. Guanyin repose sur un 
La face orientée vers le Sud-Ouest a les bras baissés et les mains jointes qui tiennent un mâlâ, chapelet bouddhique. La deuxième représentation de Guānyīn, orientée vers le Sud-Est, a les bras relevés, coudes pliés. La main droite tient une fleur de lotus dorée, que la main gauche protège. L'une des faces regarde la Chine continentale, la deuxième vers Taïwan et la dernière vers le reste du monde.
La dernière statue, tournée vers le Nord et la terre, tient dans le bras gauche un cylindre de mantras doré, tandis que la main droite adopte la position du mudrā vitarka, paume ouverte vers l'observateur, le pouce et l'index rejoints, signe de transmission de l'enseignement du Bouddha.